# Трактат об астрологии (аль-Фараби)
«Трактат об астрологии» (также «Астрологический трактат») — работа аль-Фараби, состоящая из трёх трактатов и посвящённая вопросам астрологии.
Рукописи трактатов имеются в Институте востоковедения в Ташкенте (2383/32, 57), библиотеке Раза в Рампуре (Раза 1400, II 840), библиотеке Асафия в Хайдарабаде (Асаф III 756/731/1).
Среди трактатов самым выдающимся является «Что правильно и что неправильно в приговорах звезд». В этом труде на основе законов логики и достижений естествознания ал-Фараби дает определение предмета астрономии, подвергая критике воззрения астрологов, согласно которым земные дела и события предопределяются движением и расположением небесных светил. Аль-Фараби впервые в истории отделяет астрономию от астрологии и, рассматривая последнюю как лженауку, создает учение о случайных явлениях, ориентирует ученых-естествоиспытателей на изучение ещё непознанных причин природых явлений. Ал-Фараби предлагал изучать астрономические явления с помощью наблюдений и математических методов. В трактате говорится об условности знаний о природе и необходимости их углубления. Научные положения и идеи, изложенные в трактате, впоследствии были развиты в трудах последователей аль-Фараби — аль-Бируни, Ибн Сины, Омара Хайяма.